# SummerSlam (2002)
SummerSlam (2002) foi o décimo quinto evento SummerSlam promovido pela World Wrestling Entertainment (WWE), uma promoção de luta profissional americana. Aconteceu em 25 de agosto de 2002, no Nassau Veterans Memorial Coliseum na cidade de Uniondale, Nova Iorque. Foi patrocinado pelo Foot Locker e contou com a participação dos lutadores dos programas Raw e SmackDown.Com este evento, o SummerSlam tornou-se o primeiro pay-per-view a ter eventos nos três principais locais indoor da área metropolitana de Nova York. O Madison Square Garden organizou o evento em 1988, 1991 e 1998. O Izod Center em East Rutherford (Nova Jérsei), hospedou o evento em 1989, 1997 e, mais tarde, em 2007.
O combate principal no SmackDown era pelo WWE Undisputed championship entre The Rock e Brock Lesnar. Lesnar venceu o combate e o titulo após um F-5. O combate principal no Raw foi uma Unsanctioned Street Fight entre o retornado Shawn Michaels e Triple H, que Michaels venceu depois de fazer o pin em Triple H ao reverter a tentativa de Pedigree em um Jackknife roll-up. Houve também um combate interpromocional pelo WWE Intercontinental Championship entre Rob Van Dam do Raw e Chris Benoit do SmackDown, que Van Dam ganhou por pinfall depois de executar um Five-Star Frog Splash. Outras lutas incluíram The Undertaker contra Test e Kurt Angle contra Rey Mysterio.

## Resultados
| Nº                                          | Resultados                                                                   | Estipulações                                           | Tempo |
| ------------------------------------------- | ---------------------------------------------------------------------------- | ------------------------------------------------------ | ----- |
| Heat                                        | Spike Dudley derrotou Steven Richards                                        | Luta individual                                        | 2:34  |
| 1                                           | Kurt Angle derrotou Rey Mysterio                                             | Luta individual                                        | 9:20  |
| 2                                           | Ric Flair derrotou Chris Jericho                                             | Luta individual                                        | 10:30 |
| 3                                           | Edge derrotou Eddie Guerrero                                                 | Luta individual                                        | 11:54 |
| 4                                           | The Un-Americans (Lance Storm e Christian) (c) derrotaram Booker T e Goldust | Luta de duplas pelo WWE Tag Team Championship          | 9:37  |
| 5                                           | Rob Van Dam derrotou Chris Benoit (c)                                        | Luta individual pelo WWE Intercontinental Championship | 16:30 |
| 6                                           | The Undertaker derrotou Test                                                 | Luta individual                                        | 8:18  |
| 7                                           | Shawn Michaels derrotou Triple H                                             | Unsanctioned Street Fight                              | 27:19 |
| 8                                           | Brock Lesnar (com Paul Heyman) derrotou The Rock (c)                         | Luta individual pelo WWE Undisputed Championship       | 14:38 |
| (c) – Refere-se aos campeões antes da luta. |                                                                              |                                                        |       |